# Oku-iwa-Gletscher
Der Oku-iwa-Gletscher (japanisch 奥岩氷河, norwegisch Indrebergbreen) ist ein Gletscher im ostantarktischen Königin-Maud-Land. An der Kronprinz-Olav-Küste mündet er unmittelbar westlich der Felsformation Oku-iwa in die Lützow-Holm-Bucht.
Luftaufnahmen und Vermessungen einer von 1957 bis 1962 dauernden japanischen Antarktisexpedition dienten seiner Kartierung. Die Benennung erfolgte in Anlehnung an diejenige der gleichnamigen Felsformation, die übersetzt Innerer Felsen bedeutet.